# Hogna landanella
Hogna landanella là một loài nhện trong họ Lycosidae.
Loài này thuộc chi Hogna. Hogna landanella được Carl Friedrich Roewer miêu tả năm 1959.